# Francesco Mollame
Francesco Mollame (Partinico, 19 ottobre 1961) è un politico italiano.

## Biografia
Nato a Partinico, in provincia di Palermo, coniugato, padre di tre figli.
Dopo la maturità classica, ha studiato ingegneria, laureandosi nel 1987 in ingegneria civile, sezione idraulica, indirizzo sanitario, con uno studio fondato su analisi dirette sull'inquinamento del bacino del fiume Nocella. Dopo una breve esperienza da ricercatore universitario, inizia a lavorare come Project Manager nella gestione esecutiva per la realizzazione di infrastrutture (impianti di trattamento acque, fotovoltaici, gestione rifiuti, opere per il risanamento ambientale).
Nell'aprile del 2008 è autore del libro La Giostra, Aletti Editore, riguardante un nuovo modo di osservare i fenomeni della cinematica.

### Attività politica
In seguito ad una breve esperienza politica in qualità di candidato sindaco esponente della società civile a Partinico nel 2008, sostenuto dal Movimento per l'Autonomia, nel 2015 entra a far parte del meetup locale del Movimento 5 Stelle.

#### Elezione a senatore
Nel 2018 è stato eletto Senatore della XVIII legislatura della Repubblica Italiana nella circoscrizione Sicilia (collegio uninominale di Marsala) per il Movimento 5 Stelle. Nel giugno 2018 viene eletto segretario della Commissione Agricoltura di palazzo Madama, fino al luglio 2020.
Il 9 Marzo 2021 lascia il Movimento 5 Stelle e si iscrive alla componente del gruppo misto. Il 14 aprile 2021 aderisce al gruppo Lega - Salvini Premier.
Il 4 aprile 2022 lascia la Lega e dopo un mese aderisce a Italia al Centro-Cambiamo! entrando nel Gruppo misto il 6 maggio e diventando coordinatore del partito in Sicilia. Non si ricandida alle politiche anticipate del 25 settembre.